# Ehrana.si
ehrana.si je največja slovenska spletna platforma za naročanje hrane. Delovala je med letoma 2010 in 2021, ko je prešla pod okrilje španskega podjetja Glovo. ehrana.si se je vrnila junija 2024, po umiku podjetja Glovo v maju 2024.
Združevala je več kot 400 restavracij in 200.000 uporabnikov. V okviru storitve ehrana live je omogočala dostavo iz restavracij, ki pred tem svoje dostave niso ponujale. Mobilna aplikacija ehrana je bila z oceno 4.9 najbolje ocenjena slovenska aplikacija.
Leta 2017 je podjetje Trilogic prejelo investicijo Slovenskega podjetniškega sklada P2 in poslovanje storitev platforme ehrana.si iz posredništva razširilo še na dostavni segment.

## Lastništvo
Platformo ehrana.si so leta 2011 ustanovili Borut Markelj, Žiga Lesjak in Jernej Janežič iz podjetja Trilogic d.o.o..

### Sprememba lastništva podjetja Trilogic in ukinitev ehrana.si
Podjetje Trilogic je šlo v last podjetja Glovoapp23, S.L. s sedežem v Barceloni, ki upravlja spletno platformo Glovo, ki dostavlja široko paleto izdelkov. Z zaključitvijo tega posla 14. septembra 2021 je platforma ehrana povsem nehala obstajati. Uporabniki spletne strani ehrana so preusmerjeni na spletno stran Glovo.

### Vrnitev ehrane po odhodu podjetja Glovo iz Slovenije
V maju 2024 je Glovo napovedal prekinitev obratovanja v Sloveniji. Po pozivih gostincev se je Matic Šubic, vodja komerciale na Glovu in nekdanji ehrani, odločil za odkup blagovne znamke ehrana od podjetja Glovo, ki je bil tedani lastnik nekdanje priljubljene znamke. Novoustanovljeno podjetje EHRANA d.o.o. v lasti Matica Šubica je tako postalo lastnik znamke ehrana, ki se je uradno vrnila na slovenski trg junija 2024.

## Poslovanje
ehrana.si je bila od ustanovitve največja in vodilna platforma za naročanje hrane preko spleta v Sloveniji. Restavracije preko ehrana.si so vsak dan prejele naročila s skupno več kot 10.000 obroki, število registriranih uporabnikov pa je preseglo 200.000.
Dejavnost ehrana.si se je delila na dva komplementarna segmenta. Znotraj prvega segmenta je restavracijam omogočala posredovanje spletnih naročil, jim nudila dodaten prodajni kanal in omogočala integracijo naprednega sistema za sprejemanje naročil v restavraciji.
V okviru drugega segmenta je restavracijam nudila celovito logistično rešitev za dostavo. Za namene upravljanja z dostavljavci in naročili je ehrana.si znotraj podjetja razvila logistično rešitev, imenovano Alpaca Fleet. Alpacin algoritem je avtomatsko in optimalno razporejala dostavljalce in predvidevala nadaljnja naročila. Algoritem je pomembno prispeval k nizkemu dostavnem času, ki je v primeru storitve ehrana live v 90% primerih znašal manj kot 30 minut.

### ehrana live
Storitev ehrana live, zagnana leta 2017, je uporabnikom omogočala spletno naročanje iz restavracij v Ljubljani, ki pred tem svoje dostave niso ponujale. Poleg tega je podpirala spletna plačila ter sledenje naročilu v živo na zemljevidu. ehrana live je za dostavo uporabljala floto dostavljavcev na običajnih in električnih kolesih. Z letom 2018 je ehrana live kot prva storitev v Sloveniji pričela z dostavo iz restavracij s hitro prehrano McDonald's. Leta 2019 je dostavo z ehrana live pridobila tudi veriga Subway Slovenija.
Storitev ehrana live se je septembra 2019 širila tudi v Maribor, kjer je ehrana.si vrsto let omogočala spletno naročanje v lokalnih restavracijah.